# Science-Fiction-Jahr 1955
Übersicht

◄◄ | ◄ | 1951 | 1952 | 1953 | 1954 | Science-Fiction-Jahr 1955 | 1956 | 1957 | 1958 | 1959 | ► | ►►

Weitere Ereignisse

## Ereignisse
- Der Science Fiction Club Deutschland wurde gegründet